# In Therapie
In Therapie (im Original En thérapie) ist eine französische Dramaserie von Éric Toledano und Olivier Nakache, die 2021 bis Mitte 2022 in der arte-Mediathek zur Verfügung stand und deren erste Staffel vom 4. Februar bis 18. März 2021 im Programm gezeigt wurde. Die zweite Staffel folgte vom 7. April bis 19. Mai 2022. Sie ist eine freie Adaption der israelischen Reihe BeTipul, die u. a. auch Vorlage der US-Serie In Treatment war.

## Handlung
Die erste Staffel spielt in Paris im Herbst 2015 und setzt wenige Tage nach den Anschlägen vom 13. November ein. Dr. Philippe Dayan, Psychiater und Psychoanalytiker, trifft dabei in seiner Praxis diverse Klienten. Jede Folge umfasst einen Termin, so dass nach fünf Folgen ein Wochenzyklus abgeschlossen ist: Am Montag trifft er Ariane, eine Chirurgin, dienstags Adel Chibane, einen Polizisten einer Spezialeinheit, mittwochs Camille, eine junge Hochleistungsschwimmerin, und donnerstags Léonora und Damien, ein Paar in der Krise. Am Freitag zieht der Psychoanalytiker mit Esther, der Witwe seines ehemaligen Mentors, eine Bilanz seiner eigenen Zweifel.
Die zweite Staffel spielt erneut in Paris im Frühsommer 2020 und setzt wenige Monate nach den Beginn der Corona-Pandemie ein. Dr. Philippe Dayan  trifft dabei in seiner Praxis in einem renovierungsbedürftigen Einfamilienhaus auf vier Patienten. Wie auch in der ersten Staffel umfasst jede Folge einen von fünf Terminen im Wochenverlauf: Montags trifft Dr. Dayan Ines, eine Anwältin, dienstags Robin, den Sohn von Léonora und Damien aus der ersten Staffel, mittwochs Lydia, eine Architekturstudentin, und donnerstags Alain, einen Unternehmer. Am Freitag schließlich begibt sich der Psychoanalytiker in Supervision bei einer Kollegin namens Claire.

## Synchronisation
Die deutsche Synchronisation entstand unter der Dialogregie und nach Dialogbüchern von Antonia Ganz und Christoph Cierpka im Auftrag der Christa Kistner Synchronproduktion in den Eclair Studios Germany.
| Figur                                  | Darsteller           | Deutscher Sprecher |
| -------------------------------------- | -------------------- | ------------------ |
| Dr. Philippe Dayan                     | Frédéric Pierrot     | Michael Lott       |
| Ariane, eine Ärztin                    | Mélanie Thierry      | Sophie Rogall      |
| Adel, Polizist in einer Spezialeinheit | Reda Kateb           | Martin Kautz       |
| Camille, eine Hochleistungssportlerin  | Céleste Brunnquell   | Valentina Bonalana |
| Léonora, Damiens Ehefrau               | Clémence Poésy       | Manja Doering      |
| Damien, Léonoras Ehemann               | Pio Marmaï           | Sascha Rotermund   |
| Esther, Dayans Supervisorin            | Carole Bouquet       | Eva Kryll          |
| Ines, eine Anwältin                    | Eye Haïdara          | Abak Safei-Rad     |
| Robin, Sohn von Léonora und Damien     | Aliocha Delmotte     | Leo Gardeur        |
| Lydia, eine Architekturstudentin       | Suzanne Lindon       | Lena Schmidtke     |
| Alain, ein Unternehmer                 | Jacques Weber        | Thomas Rauscher    |
| Claire, Dayans zweite Supervisorin     | Charlotte Gainsbourg | Irina Wanka        |

## Rezeption
Die Serie wurde von der Kritik sehr wohlwollend aufgenommen. Johanna Adorján schrieb in der Süddeutschen Zeitung, die wie ein Kammerspiel angelegte Serie entwickele einen ganz besonderen Sog, und jede einzelne Folge sei auf ihre Art spannend. Die Rezensentin lobt dabei insbesondere Frédéric Pierrot als Therapeut Philippe Dayan, der die Serie trage. Wenke Hussmann schrieb in der Die Zeit, man steige mit den Figuren der Serie „hinab in die Tiefen der französischen Geschichte und erkennt Muster, die die Republik mit ihrer modernen Gesellschaft bis heute prägen“.